# Educated Fish
Educated Fish – amerykański krótkometrażowy film animowany w reżyserii Dave'a Fleischera z 1937 roku. Kreskówka należy do serii Color Classics wytwórni Paramount Pictures. Film był nominowany do Oscara w kategorii najlepszy krótkometrażowy film animowany na 10. ceremonii rozdania Oscarów, ale przegrał z filmem Stary młyn.

## Fabuła
W podwodnej szkole dla ryb, nieposłuszny uczeń Tommy Cod gra w pinballa i nie chce słuchać codziennej lekcji na temat haczyków, wędek i żyłek. Za karę zostaje wyproszony z klasy przez nauczycielkę i po chwili wypływa ze szkoły, by udać się na wagary. Wkrótce zostaje złapany na przynętę przez rybaka, jednak udaje mu się uciec z jego łódki. Pośpiesznie wraca do szkoły i przyrzeka nauczycielce, że od tej pory będzie sumiennie się uczył.